# Wilfried Martens

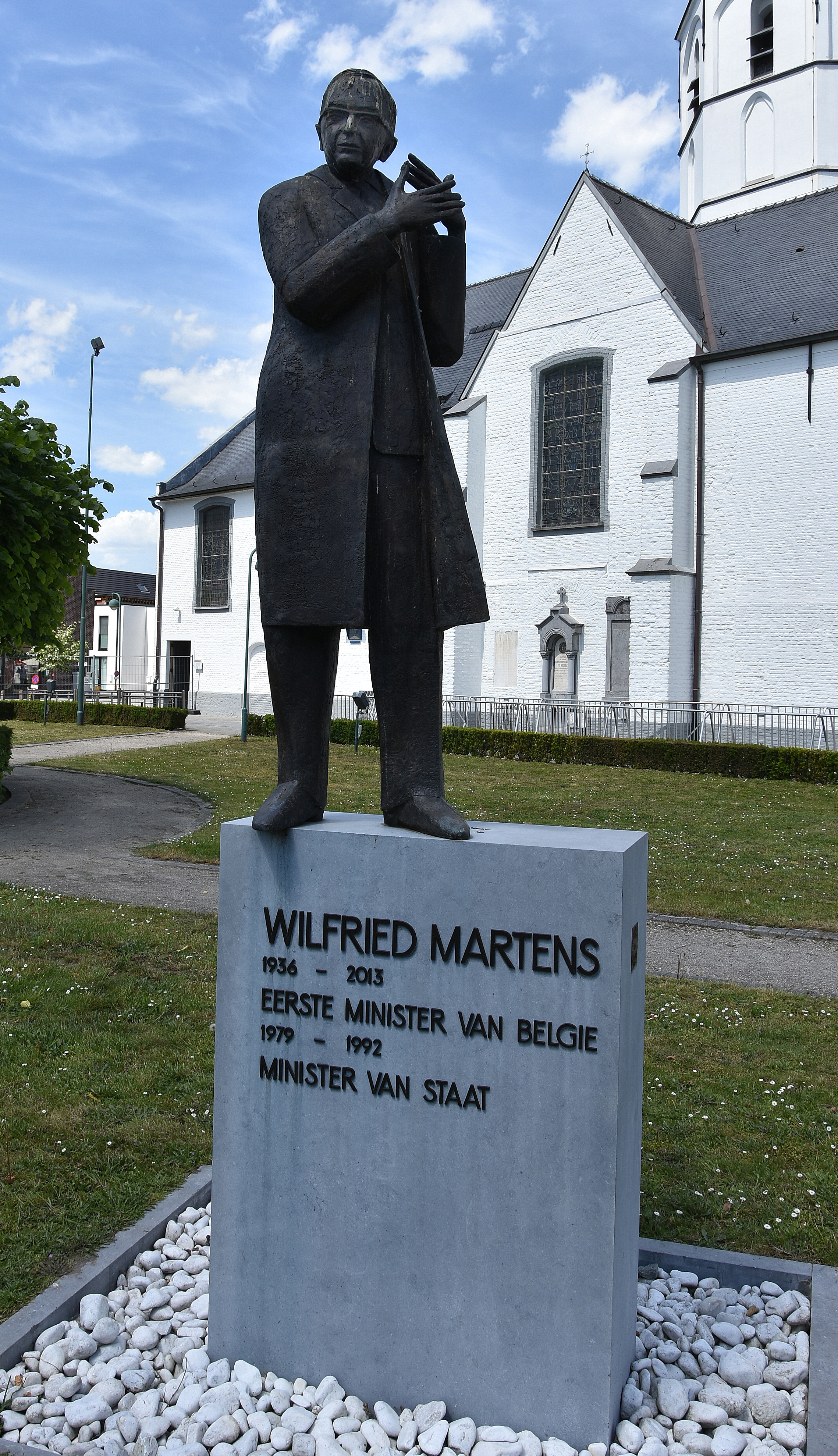
Standbeeld van Wilfried Martens door Leo De Buysere op het Wilfried Martensplein te Sleidinge

Wilfried Achiel Emma Martens uitspraakⓘ (Sleidinge, 19 april 1936 – Lokeren, 9 oktober 2013) was een Vlaams-Belgische politicus voor de CD&V (vroeger CVP) en was van april 1979 tot maart 1992 (met een korte onderbreking) eerste minister van België.

## Biografie

### Jeugd
Als kind van een bescheiden, katholiek landbouwersgezin uit het landelijke Sleidinge, tussen Gent en Eeklo, maakte Martens de oorlogsjaren mee. De (na)oorlogse schaarste, de afwezigheid van een vroeg gestorven vader en stiefvader en een zwakke gezondheid tekenden de eerder sombere jeugd van de introverte jongeman. En hoewel hij wegens ziekte vaak het bed moest houden, slaagde de leergierige scholier er toch in om de primus van zijn klas te zijn.

### Studies
In 1949 belandde Martens door toedoen van de pastoor van zijn parochie (die zorgde voor een studiebeurs van het Fonds voor de meestbegaafden) in het internaat van het Sint-Vincentiuscollege van Eeklo en blonk er uit in de Grieks-Latijnse Humaniora. Hier kwam hij voor het eerst in contact met het flamingantisme dat de rode draad doorheen zijn latere politieke carrière vormde. Hij werd een enthousiast promotor van het ABN dat hij had aangeleerd door veelvuldig naar de radio te luisteren. In de Retorica hield hij voor het examen in welsprekendheid een, naar eigen zeggen, 'formidabel pleidooi' voor het federalisme in België. En hoewel zijn leraar het fundamenteel oneens was met de inhoud loofde hij Martens toch om zijn redenaarstalent.
In 1955 vatte hij aan de Katholieke Universiteit Leuven de studies rechten en wijsbegeerte aan. Uit vrees zijn studiebeurs te verliezen concentreerde hij zich het eerste jaar uitsluitend op zijn studies. Na de eerste kandidatuur verhuisde hij naar het hoofdkwartier van het Hoogstudentenverbond voor Katholieke Aktie, beter bekend onder de naam Universitas (verwijzend naar het tijdschrift van het verbond) waar hij samenwoonde met een tiental studenten. Daar leerde hij niet alleen zijn latere partijgenoot Gaston Geens kennen, maar ook priester professor filosoof-theoloog Albert Dondeyne. Als mentor van de groep rond Martens inspireerde Dondeyne hem en diepte hij het gedachtegoed van de jonge student verder uit. Zo bracht hij Martens al de ideeën van een verenigd, federaal Europa aan. In deze tijd werd Martens ook preses van KVHV Leuven, een functie die hij uitoefende van 1959 tot 1960, en was hij actief in tal van politieke en studentikoze verenigingen, zoals K.V.H.C. Meetjesland en de Vlaamse Vereniging van Studenten, waarvan hij van 1958 tot 1959 de preses was.
In oktober 1960 behaalde Martens met onderscheiding zijn doctoraat in de rechten alsook de graad van baccalaureus in de Thomistische wijsbegeerte. Kort daarna richtte hij samen met zijn studievriend Lode Verhaegen een advocatenkantoor op in Gent.

## Politieke carrière

### Militant
Reeds als scholier sloot Wilfried aan bij de KSA (Katholieke Studenten Aktie) waarvan hij later gewestleider (afdeling Meetjesland) werd. Deze katholieke, Vlaamsgezinde jeugdbeweging wakkerde het flamingantisme in Martens nog verder aan. Zo liet de adolescent zich op de Jongvlaamse Dagen van 1954 opmerken door in een begeesterde maar rationeel onderbouwde toespraak de ABN-beweging als een belangrijke pijler van de Vlaamse ontvoogding te verdedigen.
In 1957 werd Martens voorzitter van het Vlaams Jeugdkomitee voor de Wereldtentoonstelling, een koepelorganisatie van Vlaamsgezinde jeugd- en studentenverenigingen. Dat comité ijverde voor de erkenning van het Nederlands op de Wereldtentoonstelling van 1958 en schopte daarmee tegen de schenen van de Franstalige, francofiele liberale minister Roger Motz en de al even anti-Vlaamse Expo-commissaris Baron (later Graaf) Georges Moens de Fernig die bleven zweren bij het oude 'La Belgique à papa'. Om zijn eisen kracht bij te zetten voerde Martens met zijn strijdmakkers een protestactie in de Kamer van volksvertegenwoordigers. Het leverde hem een dagvaarding voor de Correctionele rechtbank en een geldboete op. Toch haalde het Jeugdkomitee zijn slag thuis en werd er tijdens de Expo op 6 juli 1958 een Vlaamse Dag georganiseerd.
Op de IJzerbedevaart van 1958 pleitte Martens voor de democratische noodzaak van een federale staat op basis van een Vlaamse en Waalse volksgemeenschap. Na zijn studies werd Wilfried Martens van 1960 tot 1964 hoofdbestuurslid van de Vlaamse Volksbeweging (VVB), waaraan hij bijna al zijn vrije tijd opofferde. Hij leerde er voorzitter Maurits Coppieters kennen die hem ook het progressieve gedachtegoed (inzake ecologie, vrouwenrechten, actief pluralisme, enzovoort) aanreikte. Als VVB-bestuurslid hielp Martens ook de twee Marsen op Brussel in 1961 en 1962 organiseren. Op een van de vele Vlaamse congressen leerde Martens ook zijn eerste echtgenote Lieve Verschroeve kennen.
Als rapporteur op het VVB-congres van 4 februari 1962 hield Martens in een historische toespraak een vurig pleidooi voor diepgaande, structurele hervormingen van de Belgische eenheidsstaat, het zogenaamde unionistisch federalisme. Hij baseerde zich daarvoor op het boek 'Etudes sur le Féderalisme' van de Amerikaan Carl Friedrich. Hiermee ging hij een stap verder dan de oude generatie VVB-ers die zich liever beperkten tot een louter taal- en cultuurflamingantisme en bovendien wilden vermijden dat de VVB een spreekbuis van de Volksunie zou worden. Toch kon Martens de menigte overtuigen en het federalisme als programmapunt introduceren.

### Partijpolitiek
Om zijn Vlaamse idealen in beleid te kunnen omzetten engageerde hij zich in 1965 in de partijpolitiek. Om strategische redenen sloot hij zich aan bij de Christelijke Volkspartij (CVP) en niet, zoals door velen werd verwacht, bij de Volksunie. Hij werd werkzaam op verschillende ministeriële kabinetten: van 1965 tot 1966 was hij adviseur van premier Pierre Harmel, van 1966 tot 1968 adviseur van premier Paul Vanden Boeynants en van 1968 tot 1972 opdrachthouder op het kabinet van minister van Gemeenschapszaken Leo Tindemans.
Van 1967 tot 1971 was hij voorzitter van de CVP-Jongeren, waarin hij samen met onder anderen Miet Smet en Jean-Luc Dehaene het bestuur vormde, het zgn. 'Wonderbureau'.
Onder zijn voorzitterschap werkten de CVP-Jongeren drie geruchtmakende manifesten uit. Het eerste zogenaamde Autonomiemanifest beoogde de federalisering van het unitaire België. Het tweede manifest streefde naar een samenwerking en zelfs samensmelting van de linkse en de progressieve, katholieke krachten, de zogenaamde 'progressieve frontvorming'. Het derde manifest betrof de democratisering en modernisering van het onderwijs door de katholieke en de rijksscholen te integreren in pluralistische, gemengde 'gemeenschapsscholen'. De manifesten illustreren perfect de dadendrang en rebelse ingesteldheid van de jonge Martens die dan ook in aanvaring kwam met enkele conservatieve oudgedienden in de partij.
Op 26 april 1969 splitste de unitaire Belgische partij CVP-PSC in afzonderlijke Franstalige en Vlaamse partijen. Jongerenvoorzitter Martens werd door het CVP-congres naar het partijbestuur afgevaardigd.
Van 1972 tot 1979 was Martens CVP-voorzitter. Als partijvoorzitter slaagde hij erin de CVP te reorganiseren en te vernieuwen. In die periode wilde hij werken aan het zogenaamde unionistisch federalisme, dat de Vlaamse autonomie uitdrukkelijk situeerde binnen het Belgische staatsverband. Hij zocht steun bij de Volksunie-voorman Hugo Schiltz en de FDF'er Lucien Outers, maar ook bij jonge socialisten als Karel Van Miert, Willy Claes en André Cools. Zij werkten in 1978 samen aan het Egmontpact.

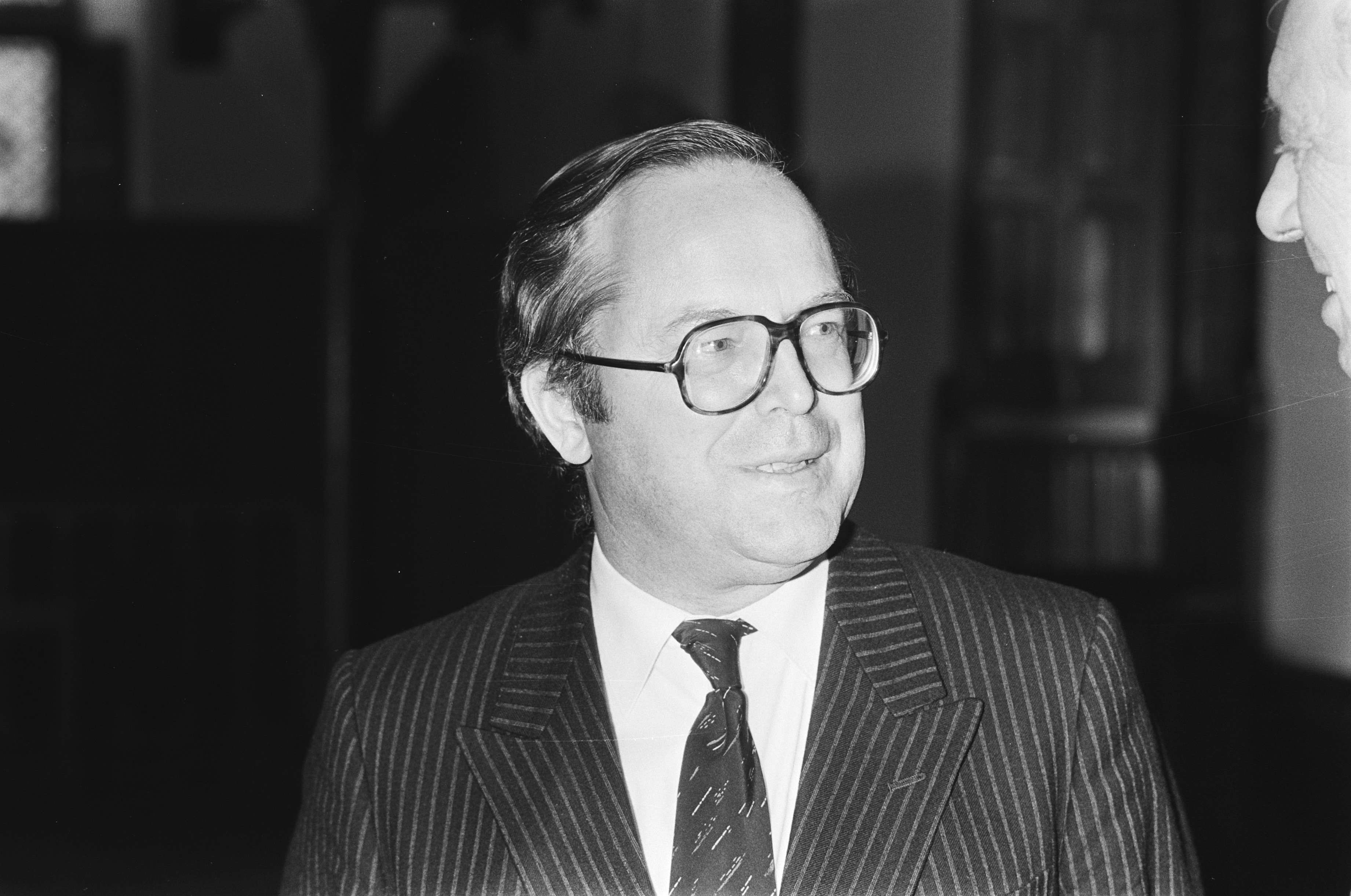
Wilfried Martens in 1982.

Hij introduceerde management in de partij. Hij streefde ook naar totale autonomie ten opzichte van de kerkelijke autoriteiten.
Van 1974 tot 1991 zetelde hij voor het arrondissement Gent-Eeklo in de Kamer van volksvertegenwoordigers, waarna hij van 1991 tot 1994 als rechtstreeks gekozen senator voor het arrondissement Brussel in de Belgische Senaat zetelde. In de periode april 1974-oktober 1980 zetelde hij als gevolg van het toen bestaande dubbelmandaat ook in de Cultuurraad voor de Nederlandse Cultuurgemeenschap, die op 7 december 1971 werd geïnstalleerd. Vanaf 21 oktober 1980 tot juli 1994, toen hij de overstap maakte naar het Europees Parlement, was hij lid van de Vlaamse Raad, de opvolger van de Cultuurraad en de voorloper van het huidige Vlaams Parlement.

### Premier
Het Egmontpact werd niet door iedereen in de Belgische politiek goed verteerd, waardoor België in de jaren 1980 tien regeringen kende. Negen van deze regeringen waren onder leiding van Martens, eerst in coalitie met de liberalen, later met de socialisten. Martens werd voor het eerst premier van België in 1979, zonder ministeriële ervaring, en bleef premier tot in 1992, op een kort intermezzo van april tot december 1981 na. Martens' premierschap stond vooral in het teken van het economisch herstelbeleid en de staatshervorming.
Begin jaren 1980 was België nog 'de zieke, oude man van Europa' met een exploderende staatsschuld, hyperinflatie en een extreem hoge werkloosheid. Dieptepunt van de economische crisis was de devaluatie van de Belgische frank op 22 februari 1982 met 8,5%. Daartoe werd besloten onder druk van het IMF en na discreet, informeel overleg tussen Martens en enkele vertrouwelingen (Fons Verplaetse, Jef Houthuys en Hubert Detremmerie) in het afgelegen Waalse dorpje Poupehan. Om de economische recessie sneller en efficiënter aan te pakken maakte Martens gebruik van de beruchte 'volmachten' (bijzondere machtenwetten) waardoor de parlementaire werking tijdelijk buiten spel werd gezet. Op die manier kwamen onder de andere de wet Cooreman-De Clercq (het fiscaal stimuleren van het beleggen van spaargeld in aandelen) van 1982 en het Sint-Annaplan van mei 1986 (terugdringen van het begrotingstekort door harde besparingsmaatregelen) tot stand.
Daarenboven kreeg Martens in zijn regeringsjaren ook nog eens af te rekenen met een aantal dramatische gebeurtenissen zoals het Heizeldrama en de terreurcampagnes van de CCC en de Bende van Nijvel.
Om de weer opflakkerende communautaire koorts met onder andere de kwestie Voeren de kop in te drukken werd in 1988 de ingrijpende derde staatshervorming goedgekeurd. De gemeenschaps- en gewestvorming kreeg nu vaste vorm. Brussel werd een Hoofdstedelijk Gewest en de faciliteiten (hoewel oorspronkelijk bedoeld als uitdovend) werden vast verankerd. Bevoegdheden inzake onderwijs, cultuur en persoonsgebonden materies (zoals gezondheidsbeleid, welzijnszorg) werden overgeheveld van de federale overheid naar de Gemeenschappen. De gewesten werden bevoegd voor grondgebonden materies zoals leefmilieu, huisvesting en ruimtelijke ordening.

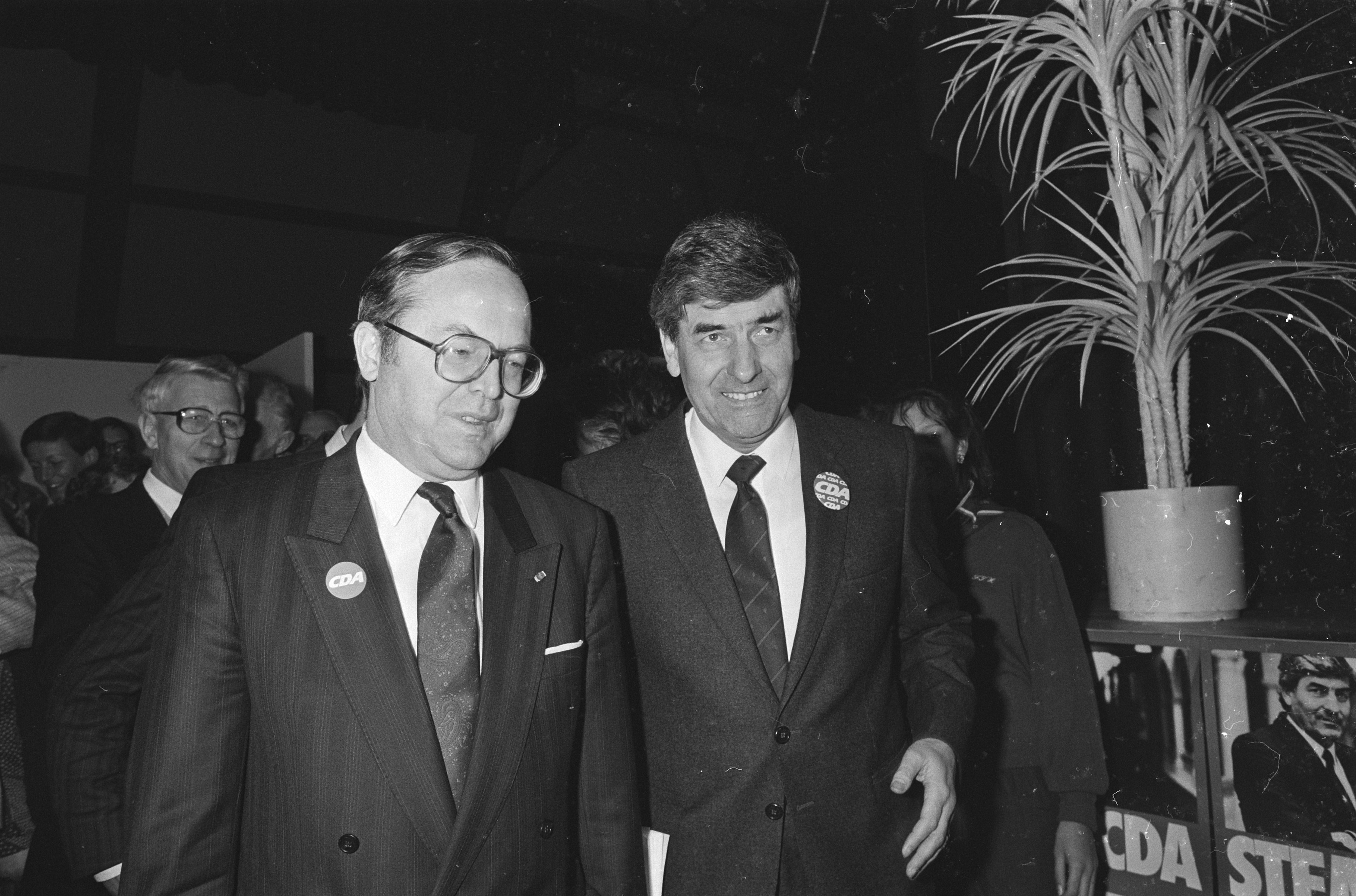
Premier Wilfried Martens en minister-president van Nederland Ruud Lubbers op 1 februari 1986.

Op 20 oktober 1988 kwam Martens nog even in het nieuws toen bekend werd dat "piraten" (nu zou men spreken van hackers) zijn Bistel-computer hadden gekraakt. Een koud kunstje aangezien het wachtwoord van Martens nog steeds "Tindemans1" was, naar zijn voorganger van bijna 10 jaar tevoren, Leo Tindemans. Martens koos ook voor een makkelijk te achterhalen wachtwoord namelijk, Martens8.
Een ander heikel thema was het abortus-vraagstuk. Tijdens de mini-Koningskwestie weigerde Koning Boudewijn op grond van gewetensbezwaren het abortus-wetsvoorstel (dat tot stand was gekomen na een wisselmeerderheid van socialisten en liberalen) te ondertekenen. Daardoor verkeerde het staatshoofd in de zgn. 'morele onmogelijkheid' om het land te regeren. Om dit korte machtsvacuüm op te vullen ging Martens samen met de in raad verenigde Ministers op 3 april 1990 zelf over tot de bekrachtiging en afkondiging van de abortuswet (waar hij nota bene als parlementslid eerder nog had tegen gestemd). België kreeg daarmee een van de meest liberale abortuswetgevingen ter wereld.
Wilfried Martens wordt samen met Jean-Luc Dehaene en Hugo Schiltz beschouwd als een van de vaders van het zogenaamde unionistisch federalisme, een van de meerdere vormen van het federalisme die België kende.

### Europa

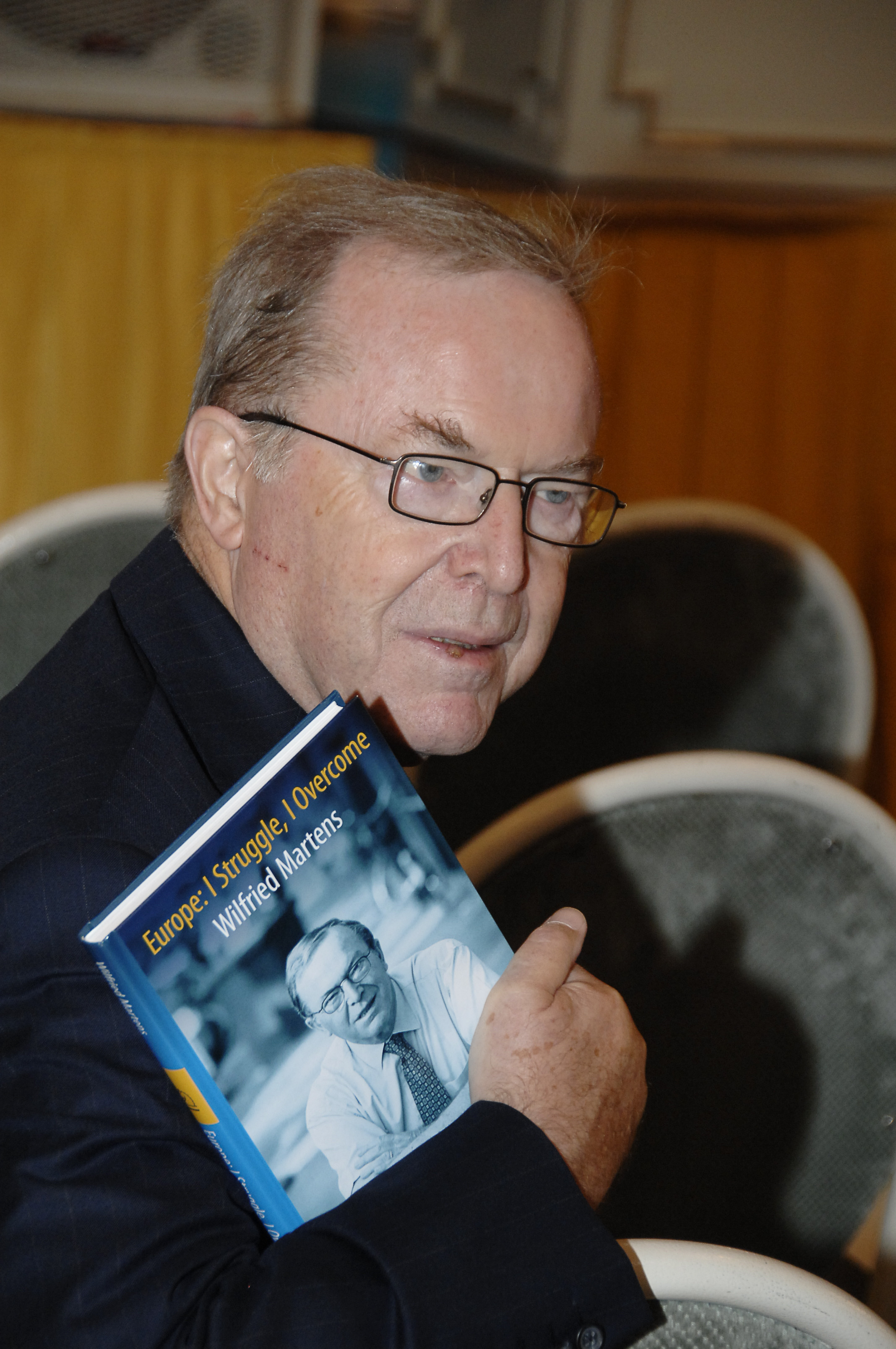
In 2009 presenteert Wilfried Martens zijn boek I Struggle, I Overcome.

Vanaf 1990 was Martens voorzitter van de Europese Volkspartij (EVP). In maart 1992 kwam zijn premierschap ten einde. Op dat moment werd hij wegens zijn verdiensten benoemd tot Minister van Staat.
In 1994 werd hij verkozen in het Europees Parlement. Toen Miet Smet, en niet hij, bij de verkiezingen van 1999 de eerste plaats op de Europese lijst kreeg, weigerde Martens nog op de lijst te staan op aansporing van zijn tweede vrouw Ilse Schouteden. Martens bleef wel voorzitter van de EVP, die onder hem de socialistische groepering onttroonde als grootste politiek formatie in het Europees Parlement.
In 2006 verscheen bij Lannoo zijn boek Luctor et emergo. De memoires waarin hij uitgebreid schreef over zijn politieke carrière. Martens was voorstander van de invoering van artikel 35 van de Grondwet, wat betekent: alleen afgesproken bevoegdheden voor het federale niveau. Tegelijkertijd verklaarde hij zich een uitgesproken tegenstander van confederalisme en separatisme. Op 17 juni 2006 ontving hij hiervoor de eerste prijs voor politieke moed van B Plus, een Belgischgezinde denktank en drukkingsgroep die opkomt voor de eenheid van België als federale staat. Uit dankbaarheid sloot Martens zich tien dagen later aan bij B Plus.
Begin oktober 2013 gaf Martens wegens ernstige gezondheidsproblemen het voorzitterschap van de Europese Volkspartij (EVP) door aan Joseph Daul, de fractieleider van de EVP in het Europees Parlement. Aanvankelijk was het de bedoeling dat hij het voorzitterschap slechts tijdelijk uit handen gaf, maar enkele dagen later, op 9 oktober, overleed hij. Zijn uitvaartplechtigheid vond plaats in de Sint-Baafskathedraal in Gent.

### Rol bij de federale regeringscrisis eind 2008 en de premierwissel eind 2009
Op 22 december 2008 kreeg Martens onverwacht weer een rol toebedeeld in de nationale politiek. Hij werd dan door koning Albert II aangesteld als koninklijk verkenner, nadat deze het ontslag van de regering Leterme I had aanvaard. Voor en na Kerstmis 2008 verkende hij het politieke landschap, had hij persoonlijke, informele en telefonische contacten met de voorzitters van Kamer en Senaat, de aftredende premier Yves Leterme, de voorzitters van de meerderheidspartijen, de meeste vicepremiers en de voorzitters van de oppositiepartijen met uitzondering van het VB teneinde de violen gelijk te stemmen om een nieuwe regering te vormen.

Op 28 december 2008 rondde Martens zijn verkenningsopdracht af en bracht een eindverslag uit bij de koning Albert II. Herman Van Rompuy werd aangesteld als formateur.
Nog geen jaar later herhaalde de geschiedenis zich: koning Albert II riep de hulp van Martens in om de premierwissel in goede banen te leiden. Premier Van Rompuy werd op 19 november 2009 verkozen tot permanente voorzitter van de Europese Raad en moest dus opgevolgd worden. Martens werd verzocht een methode te zoeken om de communautaire twistpunten en de kwestie-BHV aan te pakken.

## Onderscheidingen en ereambten
- België: Grootofficier in de Leopoldsorde
- België: Grootkruis in de Kroonorde (koninklijke besluiten van 9 juni 1999)
- België: Grootkruis in de orde van Leopold II
- België: Minister van Staat – sinds 1992
- Nederland: Grootkruis Orde van Oranje Nassau
- Frankrijk: Grootofficier in het Legioen van Eer
- Luxemburg: Orde van de Eikenkroon
- Portugal: Orde van Christus
- IJsland: Orde van de Valk IJsland
- Griekenland: Orde van de Feniks
- Mexico: Orde van de Azteekse Adelaar[16]
- Polen: Orde van Verdienste van de Republiek Polen
- Italië: Orde van Verdienste (Italië)
- Comoren: Orde van de Groene Halve Maan
- Rwanda: Orde van de Duizend Heuvels
- Europese Unie: Medaille Robert Schuman

## Personalia
Martens had vijf kinderen: twee bij zijn eerste vrouw, Lieve Verschroeven (1937-2013), met wie hij dertig jaar getrouwd was, en drie bij Ilse Schouteden, die hij in 1988 op zijn kabinet als kabinetsmedewerkster leerde kennen en met wie hij, na de geboorte van een tweeling in 1997, op 13 november 1998 een burgerlijk huwelijk aanging in Elsene. Ilse Schouteden heeft verder nog een zoon uit haar eerste huwelijk. In 2007 gingen ook Martens en Schouteden uit elkaar en scheidden. Op 27 september 2008 hertrouwde hij met CD&V-collega Miet Smet in het stadhuis van Lokeren, de stad waar het paar ook woonde. Beiden voerden de titel van Minister van Staat. Toen ze samen actief waren bij de CVP-Jongeren, waren er al geruchten over een relatie tussen beiden. Van 1985 tot 1992 maakten ze samen deel uit van dezelfde regering.
Martens liet zich, alhoewel hij zich profileerde als katholiek, toch euthanaseren in oktober 2013 in Lokeren nadat bij hem alvleesklierkanker was vastgesteld. Op 19 oktober 2013 kreeg hij een staatsbegrafenis in Gent.

## Trivia
- Wilfried Martens kreeg les van Vic Van Rompuy. Later gaf hij zelf les aan diens zoon, Herman Van Rompuy. Naar aanleiding van de benoeming van Herman Van Rompuy tot voorzitter van de Raad van Ministers van de Europese Unie, vertelde Martens dat Van Rompuy bij hem een 18/20 behaalde (op Radio 1).
- Wilfried Martens en Karel Van Miert hebben in de Urbanusfilm Hector een cameo als twee wegwerkers.
- In 2016 werd het Wilfried Martensgebouw opgeleverd, een gebouw van het Europees Parlement aan de Belliardstraat 80.

## Publicaties
- Een gegeven woord, Wilfried Martens, Lannoo, Tielt, 1985.
- Europa voorbij Oost en West, Lannoo, Tielt, 1995.
- De Memoires, Luctor et Emergo, Lannoo, Tielt, 2006.
- Europe: I Struggle, I Overcome, Springer Science+Business Media, 2009.[23]